# ابن ملیک حموی
ابوالحسن علی بن محمد حَمَوی شهرت‌یافته به ابن مُلَیْک حَمَوی (۱۴۳۶ - ۱۵۱۲) زبان‌شناس، فقیه، محدث، ادیب و شاعر شامی بود.  